# Vesperella pallida
Vesperella pallida là một loài bọ cánh cứng trong họ Cerambycidae.